# Шара, Шандор
Ша́ндор Ша́ра (венг. Sára Sándor; 28 ноября 1933, Тура, Венгрия — 22 сентября 2019, Будапешт, Венгрия) — венгерский кинорежиссёр, сценарист, оператор и актёр.

## Биография
В 1957 году окончил операторский факультет Академии театра и кино в Будапеште (мастер — Дьёрдь Иллеш). Сразу начинает работу на киностудии «Мафильм». Признанный мастер камеры, отмеченный на многих международных кинофорумах. Никогда не простаивает, паузы между игровыми фильмами заполняет документалистикой, отдавая предпочтение лентам, рассказывающим трагическое прошлое Венгрии.
Был женат на актрисе Эрике Сегеди. Сын Балаж Шара — кинооператор.

## Избранная фильмография

### Оператор
- 1960 — Цветок и солнце / Virágát a napnak
- 1964 — В стремнине / Sodrásban (в советском прокате «Кто их рассудит?»)
- 1966 — Отец / Apa
- 1966 — Детские болезни / Gyerekbetegségek
- 1967 — Крещение / Vízkereszt
- 1967 — 10 000 дней / Tizezer nap
- 1968 — Подброшенный камень / Feldobott kö
- 1970 — Приговор / Ítélet (с Румынией и Чехословакей)
- 1971 — Синдбад / Szindbád
- 1973 — Улица Тюзолто, 25 / Tüzoltó utca 25.
- 1973 — Нет времени / 'Nnincs idö
- 1974 — Снегопад / Hószakadás
- 1976 — Сиротка / Árvácska
- 1977 — Будапештские рассказы / Budapesti mesék
- 1978 — 80 гусар / 80 huszár
- 1980 — Цирк «Максим» / Circus maximus (с ФРГ в советском прокате «Секрет бродячего цирка»)
- 1980 — Матч / A mérközés

### Режиссёр
- 1960 — Цветок и солнце / Virágát a napnak
- 1962 — Цыгане / Cigányok
- 1963 — Одиночество / Egyedül
- 1967 — Крещение / Vízkereszt
- 1968 — Подброшенный камень / Feldobott kö
- 1969 — За родину / Pro patria
- 1972 — Тест / Teszt
- 1974 — Завтра будет фазан / Holnap lesz fácán
- 1978 — 80 гусар / 80 huszár
- 1981 — Народные учителя / Néptanítók
- 1982 — Ураганный огонь / Pergötüz
- 1984 — Фуга / Fuga
- 1985 — Бабольна / Bábolna
- 1985 — Дьёрдь Дожа / Dózsa György
- 1986 — Грустен путь передо мной / Sír az út elöttem
- 1987 — Заноза под ногтем / Tüske a köröm alatt
- 1988 — Берег Чонка / Csonka Bereg
- 1990 — Ты ещё жив? / Te még élsz?
- 1991 — Безжалостные времена / Könyörtelen idök
- 1993 — Следящие / Vigyázók
- 1996 — Обвинение / A vád
- 2003 — Венгерки в ГУЛАГе / Magyar nök a gulágon
- 2003 — Из Европы в Европу / Európából Európába

## Награды
- 1967 — Главный приз Кинофестивале в Оберхаузене («Крещение»)
- 1968 — Премия имени Белы Балажа
- 1969 — приз 22-го Каннского кинофестиваля («Подброшенный камень»)
- 1974 — Заслуженный артист ВНР
- 1978 — Премия имени Кошута
- 1987 — Народный артист ВНР

## Сочинения
- Sára Sándor, 80 huszár, В., 1980. (с S. Csoori)